# Fimbristylis rigidiuscula
Fimbristylis rigidiuscula är en halvgräsart som beskrevs av Ethirajalu Govindarajalu. Fimbristylis rigidiuscula ingår i släktet Fimbristylis och familjen halvgräs. Inga underarter finns listade i Catalogue of Life.